# Der Runenberg
Der Runenberg ist eine Erzählung (Märchennovelle) des Romantikers Ludwig Tieck. Sie erschien 1804 im Taschenbuch für Kunst und Laune und 1812 im Phantasus, einer Sammlung von Märchen, Erzählungen und Schauspielen Tiecks.

## Inhalt
Ein melancholischer junger Jäger namens Christian trifft im Gebirge auf einen Fremden, der ihn ein Stück begleitet. Unterwegs erzählt er von seiner Herkunft.
Sein Vater, ein Gärtner in einem Schloss, ist enttäuscht, weil sein Sohn nicht ähnliche Interessen zeigt, sondern sich vielmehr einzig von seiner Sehnsucht nach dem Gebirge und der Natur leiten lässt. Christian geht letztendlich von zuhause fort und lernt bei einem alten Förster den Beruf des Jägers.
Nach einer Weile trennt sich der Weg der beiden. Auf den Rat des Fremden besteigt Christian zweifelnd und ängstlich, gleichzeitig aber wie besessen den Runenberg. Nach einer Weile kommt er an ein Fenster, durch welches er einen Blick wirft. Er sieht eine singende Frau, die sich entkleidet. Die nackte Schönheit überreicht ihm eine seltsame, mit Edelsteinen besetzte Tafel mit Zeichen, die beim Erwachen verschwunden ist.
Am Morgen kann der Jüngling sich nur noch vage an das Erlebte erinnern und redet sich schließlich ein, es habe sich um einen Traum gehandelt. Kurze Zeit später kommt er in ein kleines Dorf und ist erleichtert, endlich wieder unter Menschen zu sein. In der Dorfkirche begegnet er zum ersten Mal seiner zukünftigen Frau, der schönen Elisabeth.
Um in ihrer Nähe sein zu können, tritt er bei Elisabeths Vater eine Stelle als Gärtner an.
Nun arbeitet Christian fleißig, nach sechs Monaten nimmt er seine Angebetete zur Frau.
Die beiden sind sehr glücklich und gründen bald eine Familie.
Christian beschließt nach langer Zeit wieder seine Heimat zu besuchen und trifft schon im Gebirge am Fuße des verhängnisvollen Runenbergs seinen Vater. Nachdem Christians Mutter verstorben war, war dieser sehr einsam gewesen und hatte sich deshalb ebenfalls auf die Suche nach seinem Sohn gemacht. Der Vater zieht bei Christians Familie ein, ihr Leben ist sorglos. Eines Tages kommt ein Fremder vorbei, der sich bei Christian und seiner Familie einlebt. Nach drei Monaten beschließt er auf einen unbestimmten Ruf zu gehen und hinterlässt eine hohe Summe Geldes. Christian solle darauf aufpassen: Sollte der Fremde nicht binnen eines Jahres zurückkehren, so ist es sein.
Ein Jahr vergeht, und die Reichtümer gehen in Christians Besitz über. Zunehmend leidet er nun unter Verfolgungswahn – das Gold hat ihn verdorben, so sein Vater. Er wandert ziellos umher, bis er im Wald auf eine alte Frau trifft. Diese gibt ihm die verschwundene Tafel wieder, die ihn völlig in seinen Bann zieht.
Er verschwindet in einem Bergschacht und wird von den Seinen für tot gehalten. Erst nach vielen Jahren taucht er ganz verwahrlost wieder auf. In der Zwischenzeit sind sein Vater und seine Schwiegereltern verstorben. Elisabeth ist wieder verheiratet und hat weitere Kinder geboren, doch ihre Familie und Besitztümer erleben einen unbarmherzigen Niedergang. Christian zeigt seiner verarmten Frau einen Sack mit wertlosen Steinen, welche in seinen Augen Edelsteine zu sein scheinen, und kehrt zu seinem Waldweib zurück.

## Symbolsprache
Der Runenberg greift das Motiv des Venusbergs aus Der getreue Eckart und der Tannhäuser mit einer ähnlichen Symbolbedeutung auf: In den Klängen und Farben des unwirtlichen Gebirges, mit seinem schönen, aber harten und unvergänglichen Gestein, wohnt der teuflische Wahnsinn. Diesem Bereich stehen das gottgefällige häusliche Leben in der fruchtbaren, lichten Ebene und die Liebe zum Vergänglichen gegenüber, die in den Blumen zum Ausdruck kommt. Der Jäger überschreitet die hier gesetzte Grenze durch die Ausreißung der Alraune, einer Pflanze, die mit ihrer menschenähnlichen Wurzel den Übergang zwischen den Welten bildet. Ihr Klang beim Herausziehen führt dem Volksglauben zufolge zu Wahnsinn oder Tod. So verfolgt den Jäger hier ihre Stimme, die ihm das gewöhnliche Leben als tot und die Steine als lebendig vormacht.
In Novalis’ Roman Heinrich von Ofterdingen (1800) kommt auch Bergbau vor, aber mit anderer Wertung, der Bergmann erzählt, dass das Gold ihm nichts anhaben kann, weil er nichts davon für sich behält. Die Hexe im Wald ist ein häufiges Märchenmotiv, u. a. in Jorinde und Joringel (1777).